# Chaibasa
Chaibasa est une ville indienne située dans le district de Pashchimi Singhbhum dans l’État du Jharkhand. 

## Description
En 2011, sa population était de 69 565 habitants.
Les religions principales sont:
| Religion | Population | Hindouisme | Islam  | Christianisme | Sikhisme | Bouddhisme | Jainisme | autres | Non indiqué |
| -------- | ---------- | ---------- | ------ | ------------- | -------- | ---------- | -------- | ------ | ----------- |
| Taux     | 69,565     | 59.79%     | 14.43% | 4.60%         | 0.27%    | 0.01%      | 0.04%    | 20.76% | 0.10%       |

## Source de la traduction
- (en) Cet article est partiellement ou en totalité issu de l’article de Wikipédia en anglais intitulé « Chaibasa » (voir la liste des auteurs).